# يو أوي
يو أوي (باليابانية: 蒼井 優 ) (و. 1985  م) هي عارضة أزياء، وعارضة، وممثلة مسرحية، وممثلة أفلام يابانية، ولدت في كاسوغا، فوكوكا.

## التعليم
تعلمت في جامعة نيهون.

## الأعمال

### مسلسلات
- أشورا (2025)

## وصلات خارجية
- يو أوي على موقع IMDb (الإنجليزية)
- يو أوي على موقع ألو سيني (الفرنسية)
- يو أوي على موقع أول موفي (الإنجليزية)
- يو أوي على موقع قاعدة بيانات الفيلم (الإنجليزية)
- يو أوي على موقع كينوبويسك (الروسية)
- يو أوي على موقع ANN person (الإنجليزية)